# Estornell cua de coure
L'estornell cua de coure (Hylopsar cupreocauda) és un ocell de la família dels estúrnids (Sturnidae). Es troba a l'Àfrica Occidental. Els seus hàbitats són els boscos tropicals i subtropicals de frondoses humits de les terres baixes. El seu estat de conservació es considera gairebé amenaçat.